# Dagmar Kuzmanová
Dagmar Kuzmanová (Handlová, 17 settembre 1956) è un'ex sciatrice alpina cecoslovacca, dal 1993 slovacca, che gareggiò per la nazionale cecoslovacca, vincitrice della Coppa Europa nel 1975.

## Biografia
Specialista delle prove tecniche, Dagmar Kuzmanová nella stagione 1974-1975 in Coppa Europa si aggiudicò sia la classifica generale sia quella di slalom speciale; ottenne l'unico risultato di rilievo in Coppa del Mondo il 17 dicembre 1975 a Cortina d'Ampezzo in slalom speciale (9ª) e ai successivi XII Giochi olimpici invernali di Innsbruck 1976, sua unica presenza olimpica, si classificò 32ª nella discesa libera, 9ª nello slalom gigante, 9ª nello slalom speciale e 6ª nella combinata, disputata in sede olimpica ma valida solo ai fini dei Mondiali 1976. In quella stessa stagione 1975-1976 in Coppa Europa fu 2ª nella classifica di slalom speciale; partecipò anche ai Mondiali di Garmisch-Partenkirchen 1978 giungendo 5ª nella combinata, ultimo piazzamento della sua attività agonistica.

## Palmarès

### Coppa del Mondo
- Miglior piazzamento in classifica generale: 43ª nel 1976

### Coppa Europa
- Vincitrice della Coppa Europa nel 1975[1]
- Vincitrice della classifica di slalom speciale nel 1975[1]